# Eija-Riitta Korhola

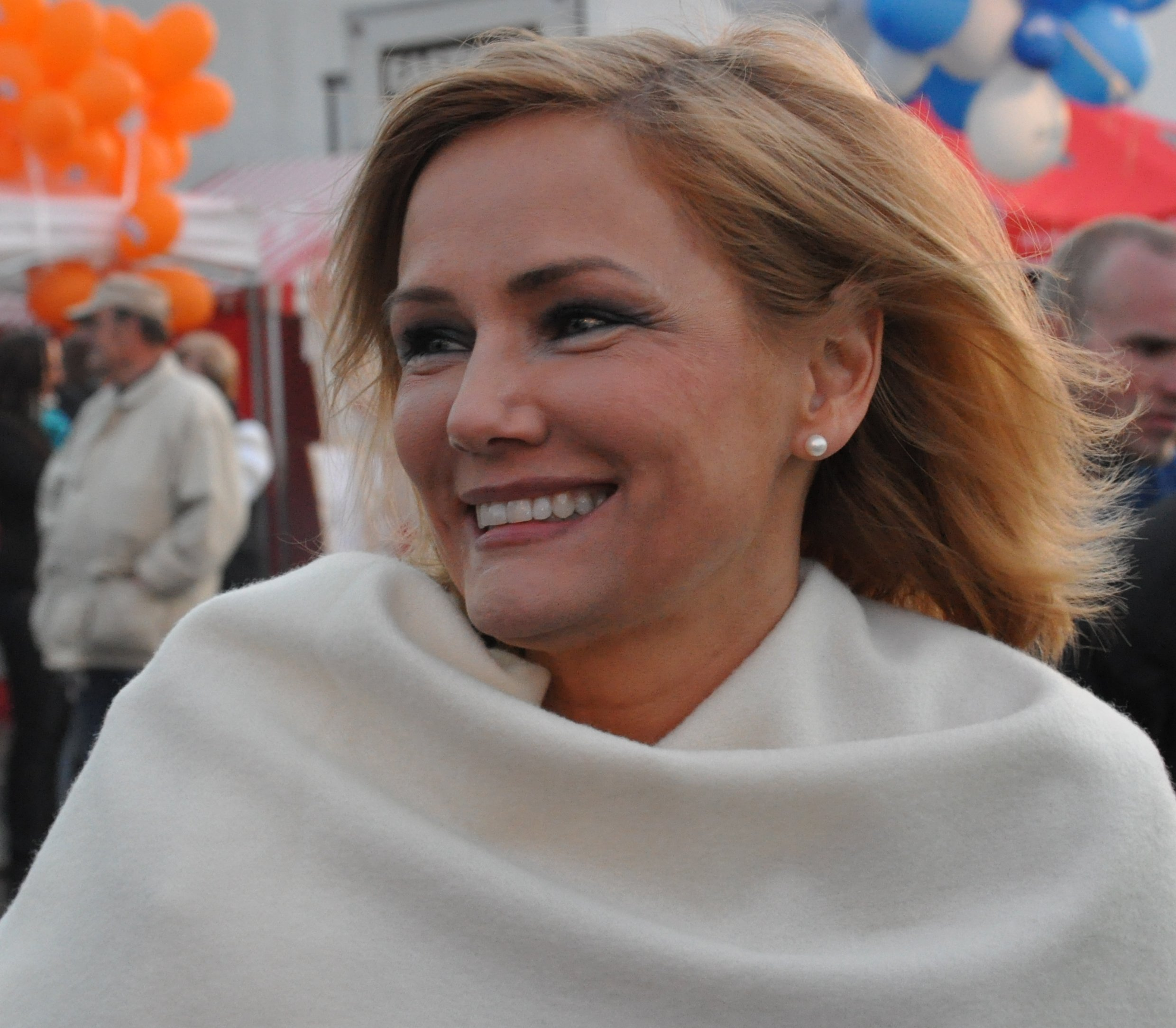
Eija-Riitta Korhola

Eija-Riitta Korhola (* 15. Juni 1959 in Lahti) ist eine finnische Politikerin (bis 2003 und seit 2023 erneut Christdemokraten, von 2003 bis 2023 Nationale Sammlungspartei).

## Leben
Korhola studierte an der Universität Helsinki Philosophie und graduierte 1994. Von 1994 bis 1998 arbeitete sie beim Radio, ab 1996 als Journalistin. 1999 wurde sie für die Christdemokraten in das Europaparlament gewählt. 2003 wechselte sie zur Sammlungspartei über. 2004 und 2009 eine Wiederwahl wurde sie erneut ins Europaparlament gewählt. 2014 und 2019 verpasste sie den Wiedereinzug ins Europaparlament. 2023 wechselte sie erneut die Partei und kehrte zu den Christdemokraten zurück. Am 1. Juni 2024 rückte sie kurz vor Ende der Legislaturperiode für Petri Sarvamaa ins Europaparlament nach. Dort ist sie Mitglied der EVP-Fraktion.